# Эндлинген
Эндлинген (фр. Hindlingen) — коммуна на северо-востоке Франции в регионе Гранд-Эст (бывший Эльзас — Шампань — Арденны — Лотарингия), департамент Верхний Рейн, округ Альткирш, кантон Мазво. До марта 2015 года коммуна административно входила в состав упразднённого кантона Ирсенг (округ Альткирш).
Площадь коммуны — 8,0 км², население — 578 человек (2006) с тенденцией к росту: 643 человека (2012), плотность населения — 80,4 чел/км².

## Население
Численность населения коммуны в 2011 году составляла 640 человек, а в 2012 году — 643 человека.
| 1962 | 1968 | 1975 | 1982 | 1990 | 1999 | 2006 | 2008 | 2011 | 2012 |
| ---- | ---- | ---- | ---- | ---- | ---- | ---- | ---- | ---- | ---- |
| 247  | 305  | 313  | 361  | 407  | 432  | 578  | 619  | 640  | 643  |

Динамика населения:

## Экономика
В 2010 году из 408 человек трудоспособного возраста (от 15 до 64 лет) 316 были экономически активными, 92 — неактивными (показатель активности 77,5 %, в 1999 году — 67,7 %). Из 316 активных трудоспособных жителей работали 287 человек (160 мужчин и 127 женщин), 29 числились безработными (9 мужчин и 20 женщин). Среди 92 трудоспособных неактивных граждан 29 были учениками либо студентами, 32 — пенсионерами, а ещё 31 — были неактивны в силу других причин.
На протяжении 2011 года в коммуне числилось 241 облагаемое налогом домохозяйство, в котором проживало 635 человек. При этом медиана доходов составила 22365 евро на одного налогоплательщика.

## Достопримечательности (фотогалерея)

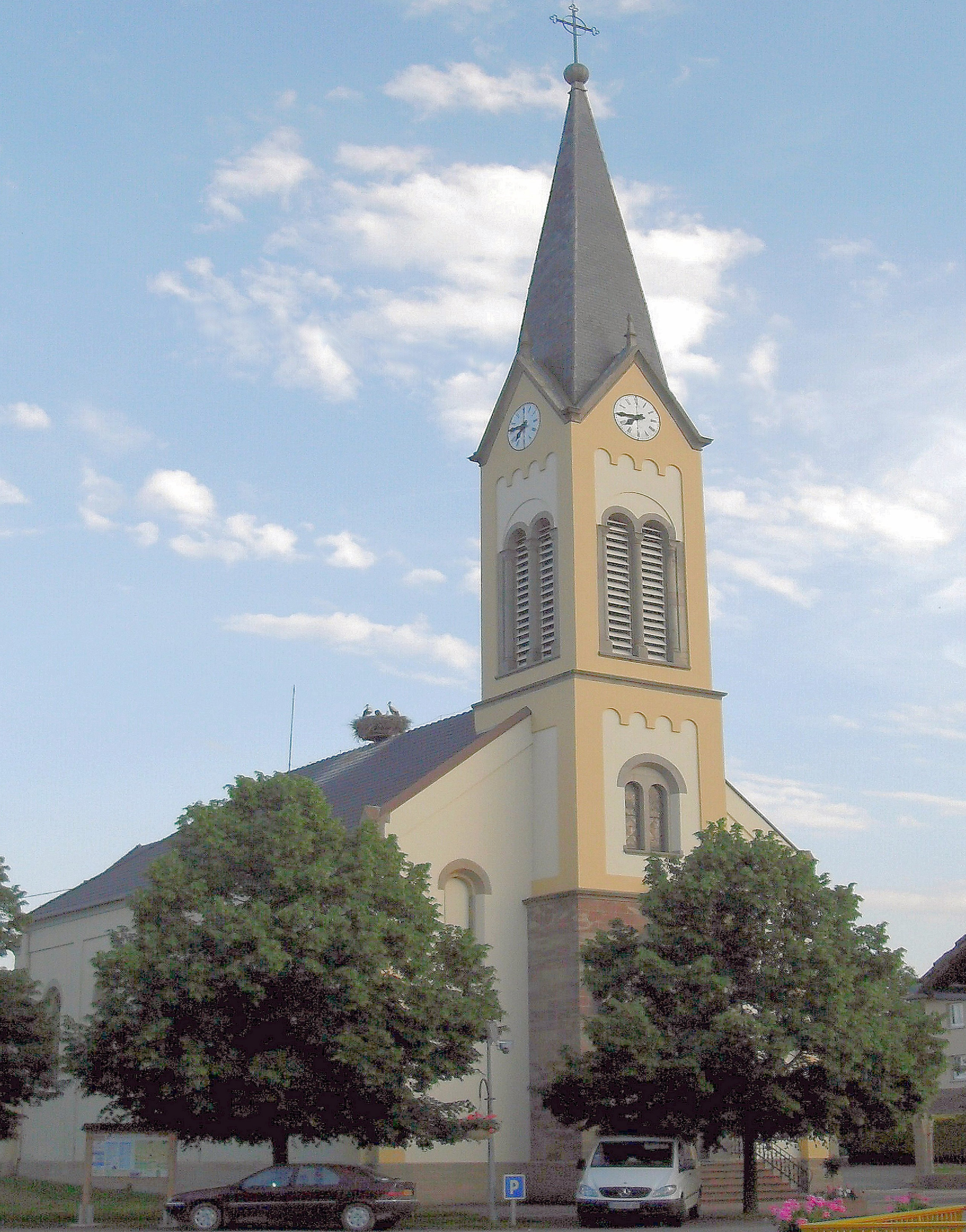
Церковь